# Le Diagonal
 (octobre 2024).
Motif : Article très confus voire incompréhensible
Le Diagonal (le Diago) est un cinéma de Montpellier fondé en 1983. Il présente principalement des films d'art et d'essai, mais également quelques films étrangers grand public diffusés en version originale sous-titrée. La salle est exploitée par la société Transversal Films.
Le cinéma est classé « art et essai ».

## Historique
Le Diagonal est créé en 1983 : Antoine Pereniguez, projectionniste dans les cinémas Utopia Avignon en 1981 et 1982, fonde son propre cinéma à Montpellier et en devient le gérant, directeur et programmateur. Le premier site, situé dans le quartier de Celleneuve, ouvre le 1er juin 1983 avec une projection du film d'animation Le Roi et l'Oiseau,,.
Dans les années 1990, lors de l'annonce de l'ouverture d'un cinéma multiplexe Gaumont à Odysseum, dans l'Est de Montpellier, Diagonal fait initialement partie des opposants au projet soutenu par la municipalité, avant de se rétracter à la suite d'une offre de Gaumont. Le groupe propose de céder à Diagonal l'un de ses deux complexes du centre-ville, le Capitole (six salles). Comme les Gaumont Comédie et Multiplexe ne souhaitent pas diffuser de films en version originale, Diagonal accepte l'offre pour présenter plus de films sur des durées d'exploitation plus longue. La diffusion de films grand public (Le Seigneur des Anneaux, Spider-Man par exemple) en version originale permettrait d'attirer un nouveau public.
Au début des années 2000, la salle indépendante Le Royal ainsi que les cinémas Gaumont décident de concurrencer Diagonal en diffusant quelques films en version originale, notamment les films les plus porteurs (de Pedro Almodóvar ou Ken Loach...).[réf. nécessaire]
En avril 2006, la société Diagonal SARL (qui comprend les salles du Centre, Campus et Celleneuve) est mise en redressement judiciaire avec un déficit de 350 000 euros. La société Transversal SARL qui gère le Diagonal Capitole n'est pas concernée par ce redressement judiciaire.
Le 2 mai 2007, la société Diagonal SARL est mise en liquidation judiciaire : le Diagonal Centre et le Diagonal Celleneuve ferment alors que le Diagonal Campus est repris par les cinémas Utopia. Dans ce dernier lieu, une rénovation est entreprise pour une ouverture en septembre de la même année. L'esprit d'une programmation alternative et indépendante y est conservé. La SARL Utopia Diagonal Campus, créée pour l'occasion, devient en janvier 2015 la SCOP Utopia Sainte-Bernadette (du nom de la paroisse où le cinéma est implanté).
Le Diagonal appartient actuellement au réseau de six salles de cinéma « art et essai » possédées par la société de production cinématographique Haut et Court.

## Salles
Diagonal exploite depuis 2007 un seul cinéma de six salles, le Capitole, cédé par Gaumont en 1998. Il est situé à Montpellier, au 5 rue de Verdun, entre la place de la Comédie et la gare Saint-Roch.

### Anciens cinémas
Diagonal a dû fermer en tout six cinémas.
Quatre à Montpellier dans différents quartiers :
- le Diagonal Centre sur la place Saint-Denis : ouvert de 1993 à 2007 à la place de l'ancien cinéma pornographique, le Rex[8],[9],[10];

- le Diago-Paillade, dans le quartier de La Paillade : ouvert en 1989 et fermé en 1995[11], le lieu est ensuite abandonné puis transformé en 2018 par la municipalité en Maison pour tous Louis Feuillade[12],[13],
- le Diagonal Campus, près de l'université Paul Valéry : vendu en 2007 au groupe Utopia[14],[15] ;
- le Diagonal de Celleneuve : ouvert en 1983, il remplace le cinéma Vox qui datait au moins des années 1950[9],[16],[17]. Il ferme en 2006 et la municipalité le rachète en 2007. La ville ouvre le cinéma municipal Nestor Burma au public le 12 février 2011[18],[19],[16].

En dehors de Montpellier, c'est la fermerture de deux cinémas à Sète; un dans le 5e arrondissement de Paris, le Cinéma Europa à cause de problèmes de gestion.